# Cultura de Varna

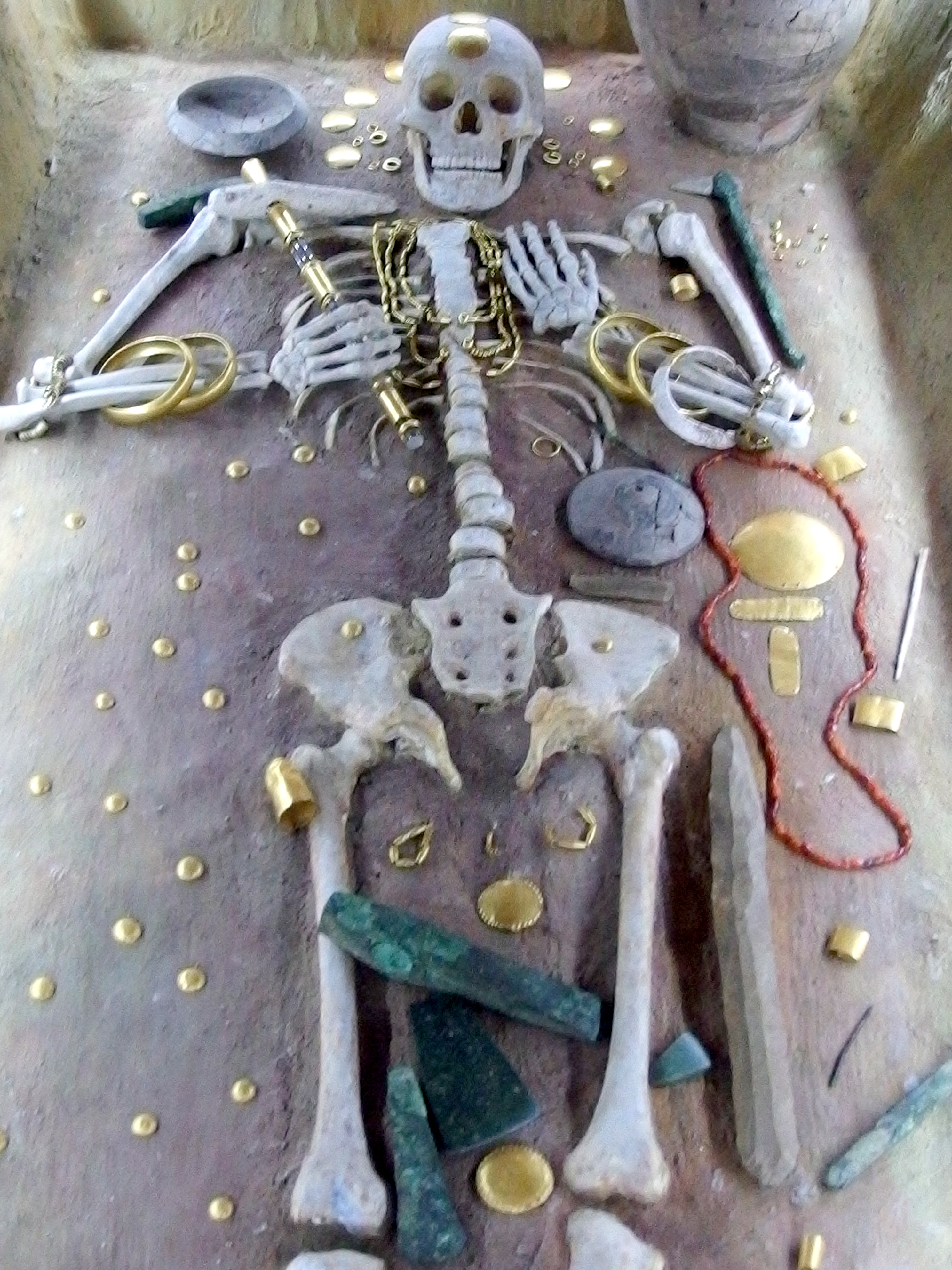
Reconstrução de sepultamento de elite na necrópole de Varna

A cultura de Varna foi uma cultura calcolítica do nordeste da Bulgária, datada de c. 4500 a.C., contemporânea e estreitamente relacionada com a cultura de Gumelnița. Os artefatos de ouro mais antigos do mundo (4600 a.C. - 4200 a.C.) foram encontrados na Necrópole de Varna. Estes artefatos estão em exposição no Museu Arqueológico de Varna.
O sítio foi descoberto acidentalmente em outubro de 1972 pelo operador de escavadeira Raycho Marinov. A pesquisa de escavação esteve sob a direção de Mihail Lazarov e Ivan Ivanov. Cerca de 30% da área estimada da necrópole ainda não foi escavada.
A cultura de Varna é caracterizada por cerâmica policromática e cemitérios ricos, dos quais os mais famosos são a Necrópole de Varna, o sítio epônimo, e o complexo do lago de Durankulak, que compreende o maior cemitério pré-histórico do sudeste da Europa, com um assentamento neolítico coevo adjacente (publicado) e um assentamento Calcolítico não publicado e incompletamente escavado. 294 sepulturas foram encontradas na necrópole de Varna, muitas contendo exemplos sofisticados da mais antiga metalurgia do ouro do mundo, metalurgia do cobre, cerâmica (cerca de 600 peças, incluindo algumas pintadas com ouro), lâminas de sílex e obsidiana de alta qualidade, contas, e conchas.
As mais antigas joias de ouro do mundo encontradas na necrópole são datadas de 4600 a.C. a 4200 a.C.
Os achados mostraram que a cultura de Varna tinha relações comerciais com terras distantes, possivelmente incluindo a região do baixo Volga e as Cíclades, talvez exportando produtos metálicos e sal da mina de sal-gema de Solnitsata. O minério de cobre usado nos artefatos de Varna originou-se da mina de Sredna Gora perto de Stara Zagora, e conchas de espondilo do Mediterrâneo encontradas nas sepulturas podem ter servido como moeda primitiva.

## Ritos funerários

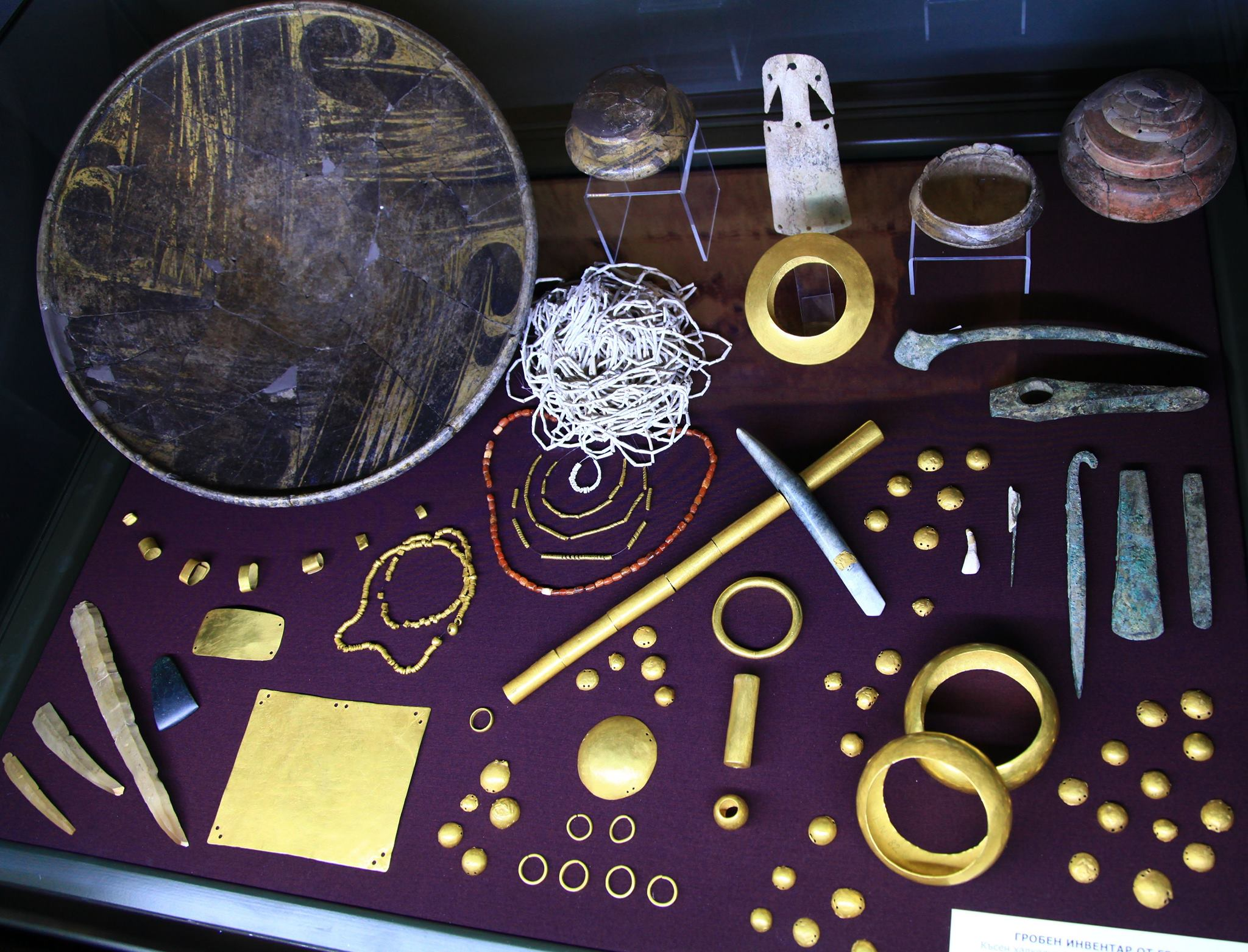
Artefatos da necrópole de Varna

As sepulturas da Necrópole de Varna continham os exemplos mais antigos conhecidos de trabalho em ouro do mundo. Os sepultamentos incluíam tanto inumações fletidas quanto estendidas. Algumas sepulturas não continham um esqueleto, apenas oferendas funerárias. Essas sepulturas simbólicas (vazias) são as mais ricas em artefatos de ouro. 3.000 artefatos de ouro foram encontrados ao todo, com um peso de aproximadamente 6 quilogramas. Três sepulturas simbólicas também continham máscaras de argila não cozida.
Citação: "Varna é o cemitério mais antigo já encontrado onde humanos foram sepultados com abundantes ornamentos dourados. … O peso e o número de achados de ouro no cemitério de Varna excedem em várias vezes o peso e número combinados de todos os artefatos de ouro encontrados em todos os sítios escavados do mesmo milênio, 5000-4000 a.C., de todo o mundo, incluindo Mesopotâmia e Egito. … Três sepulturas continham objetos de ouro que juntos representaram mais da metade do peso total de todos os bens funerários de ouro produzidos pelo cemitério. Um cetro, símbolo de uma autoridade secular ou religiosa suprema, foi descoberto em cada uma dessas três sepulturas." (Slavchev 2010)

## Religião
A cultura de Varna tinha crenças religiosas sofisticadas sobre a vida após a morte e desenvolveu diferenças hierárquicas de status. Ela tem a evidência mais antiga conhecida de sepultamento de um homem de elite (Sepultura 43). Alguns autores descreveram os homens de elite de Varna como 'reis'. O final do quinto milênio a.C. é o período em que Marija Gimbutas, fundadora da hipótese Kurgan afirma que o avanço cultural para a dominância masculina começou na Europa. O homem de alto status foi sepultado com quantidades notáveis de ouro, portava um machado de guerra ou clava, e usava uma bainha peniana de ouro ou possivelmente uma ponta de cinto decorativa (de ouro). As placas de ouro em forma de touro talvez também venerassem a virilidade, força instintiva, guerra e um culto proto-castelo.

## Genética
O homem de elite da Sepultura 43 (c. 4495 a.C.) pertencia ao haplogrupo paterno (DNA-Y) T-M184 e ao haplogrupo materno (DNAmt) U2. Outras amostras masculinas da necrópole de Varna pertenciam aos haplogrupos DNA-Y I2a1, I2a2, G2a, T1a, E1b1b e R1b-V88.

## Galeria

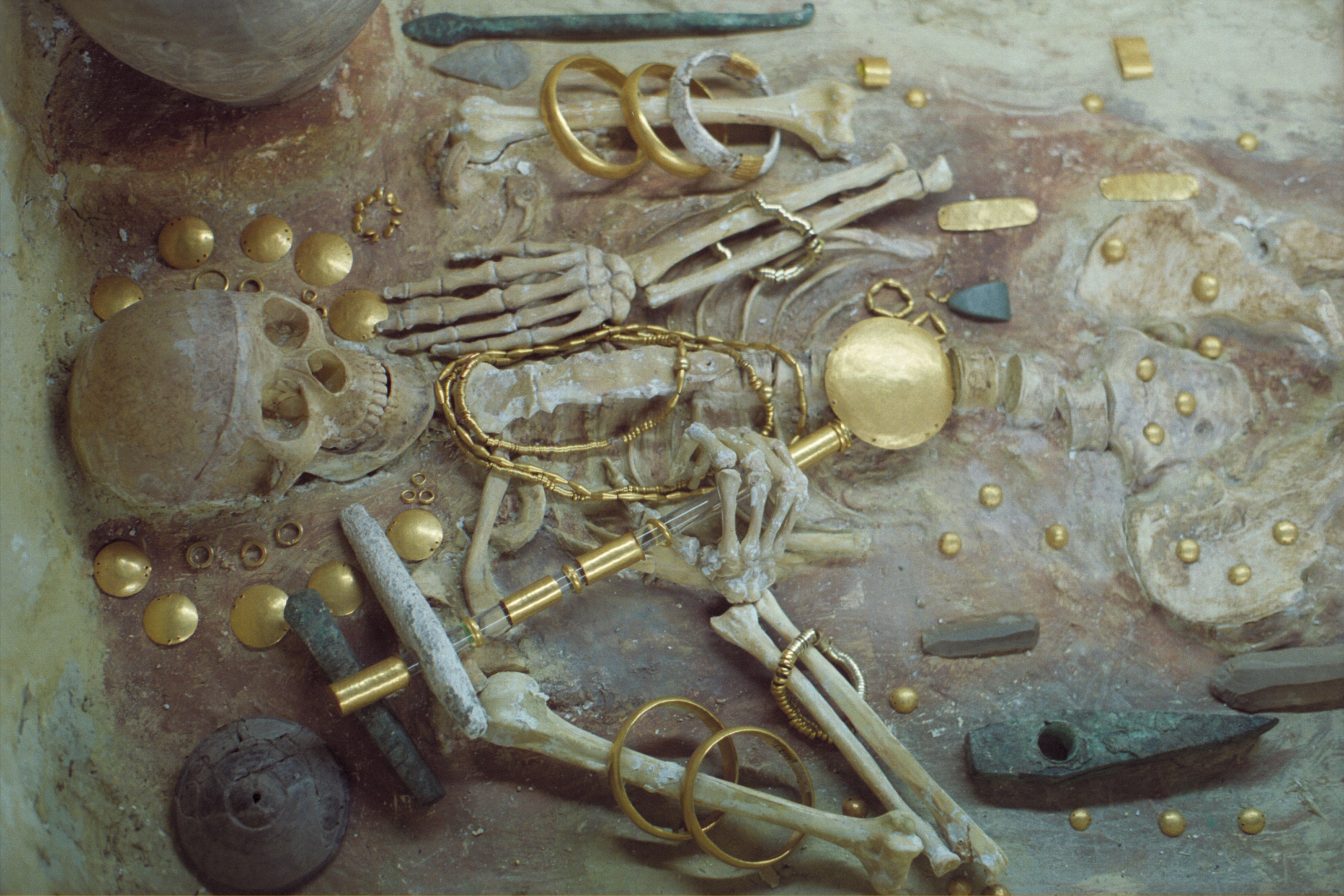
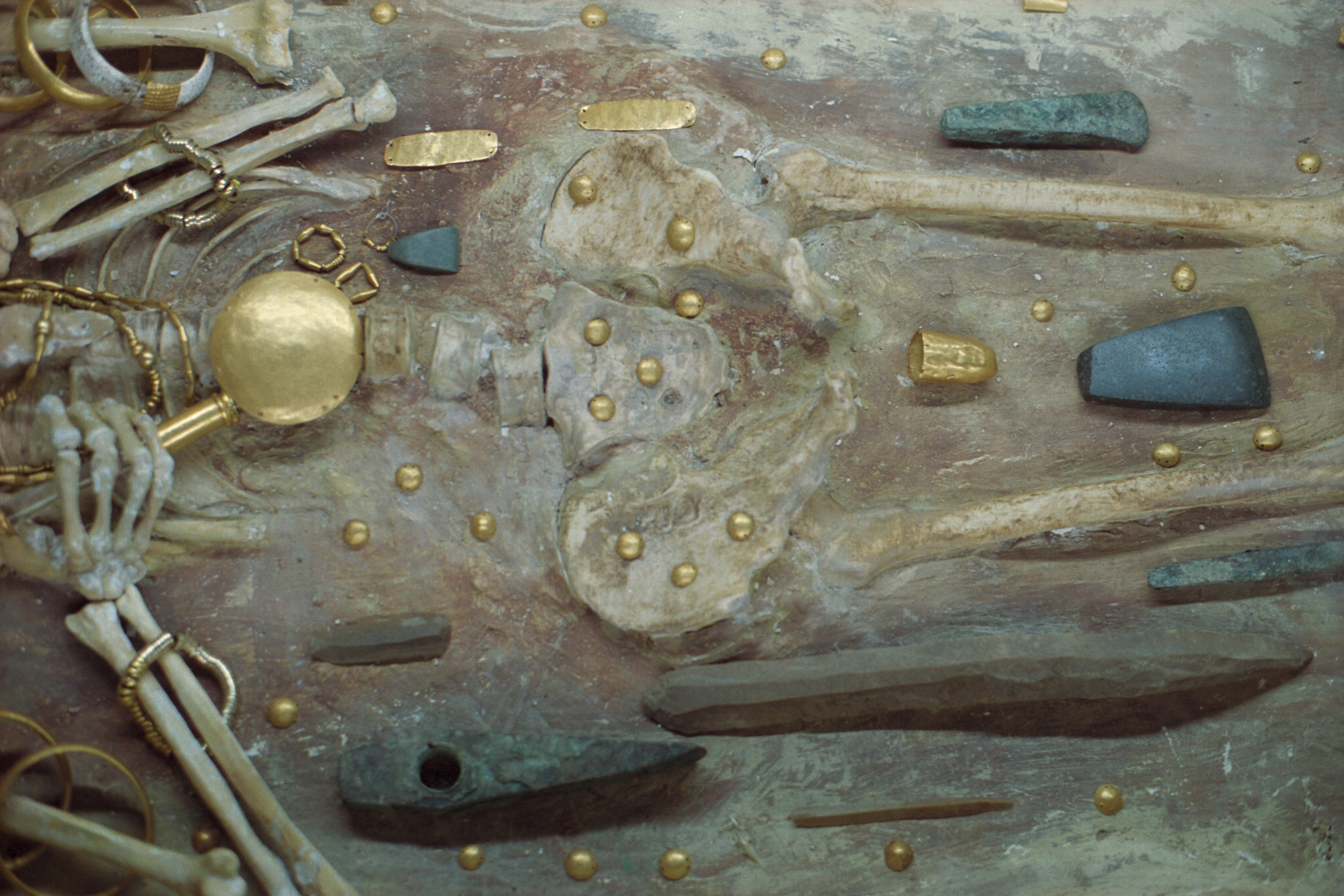
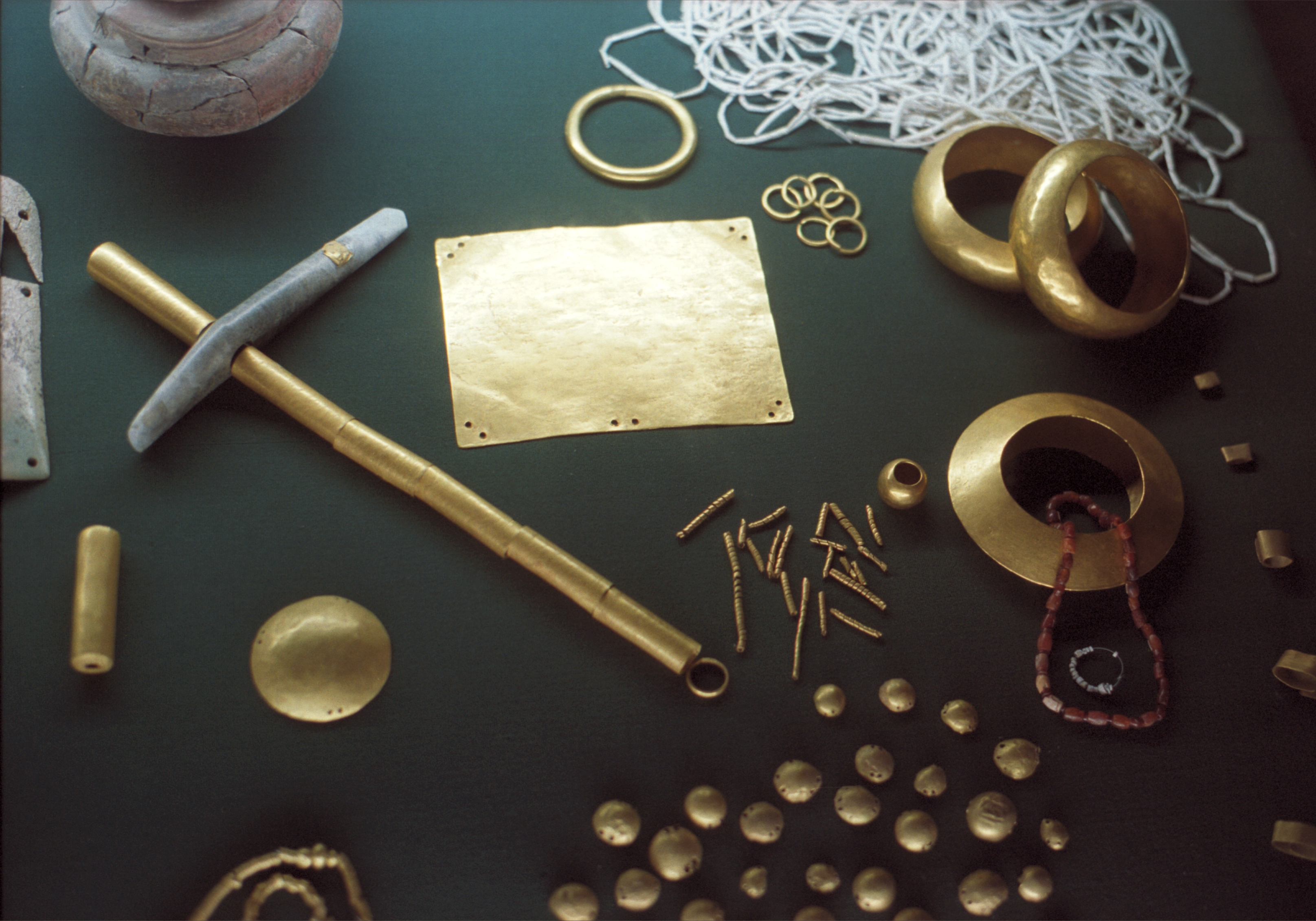
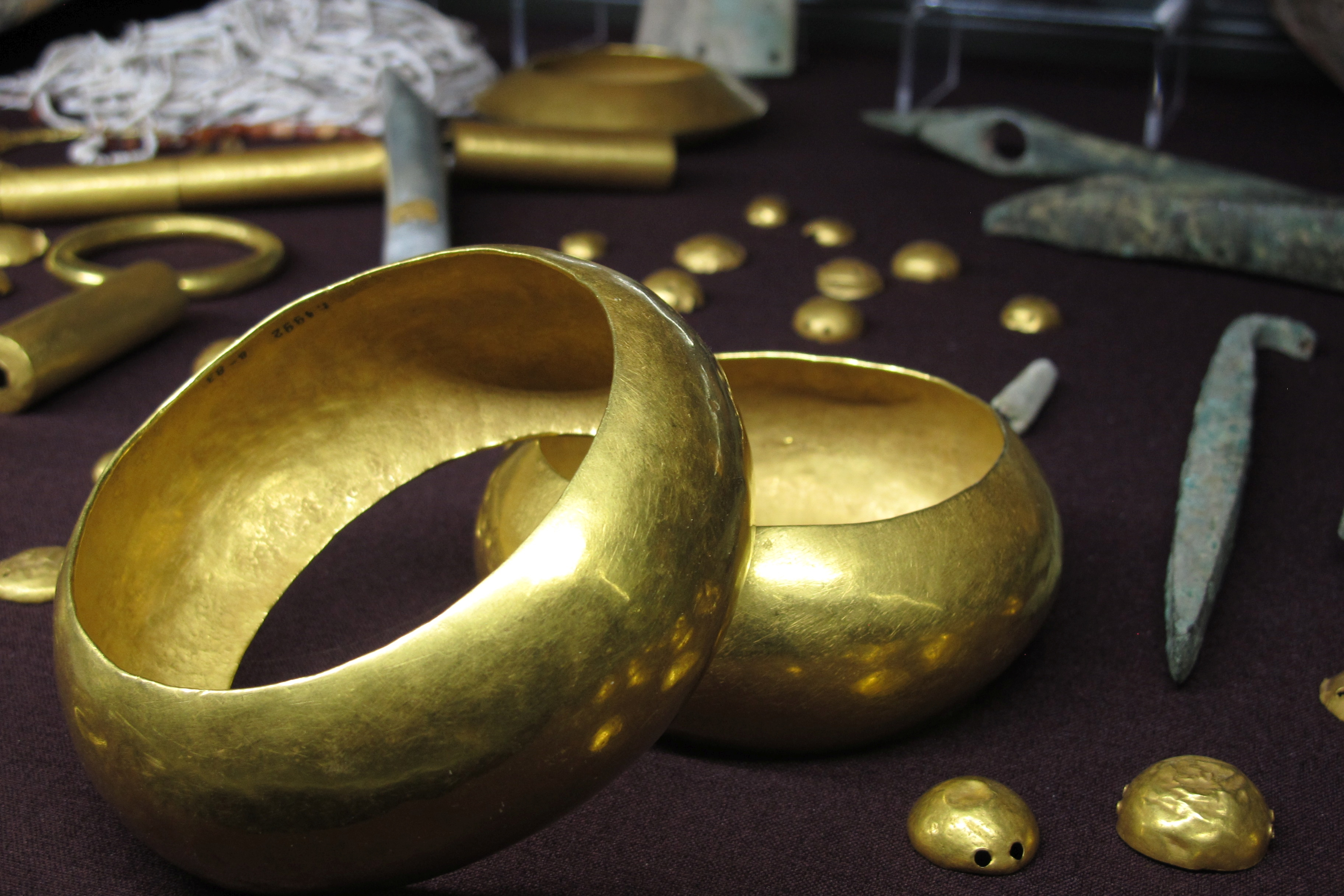
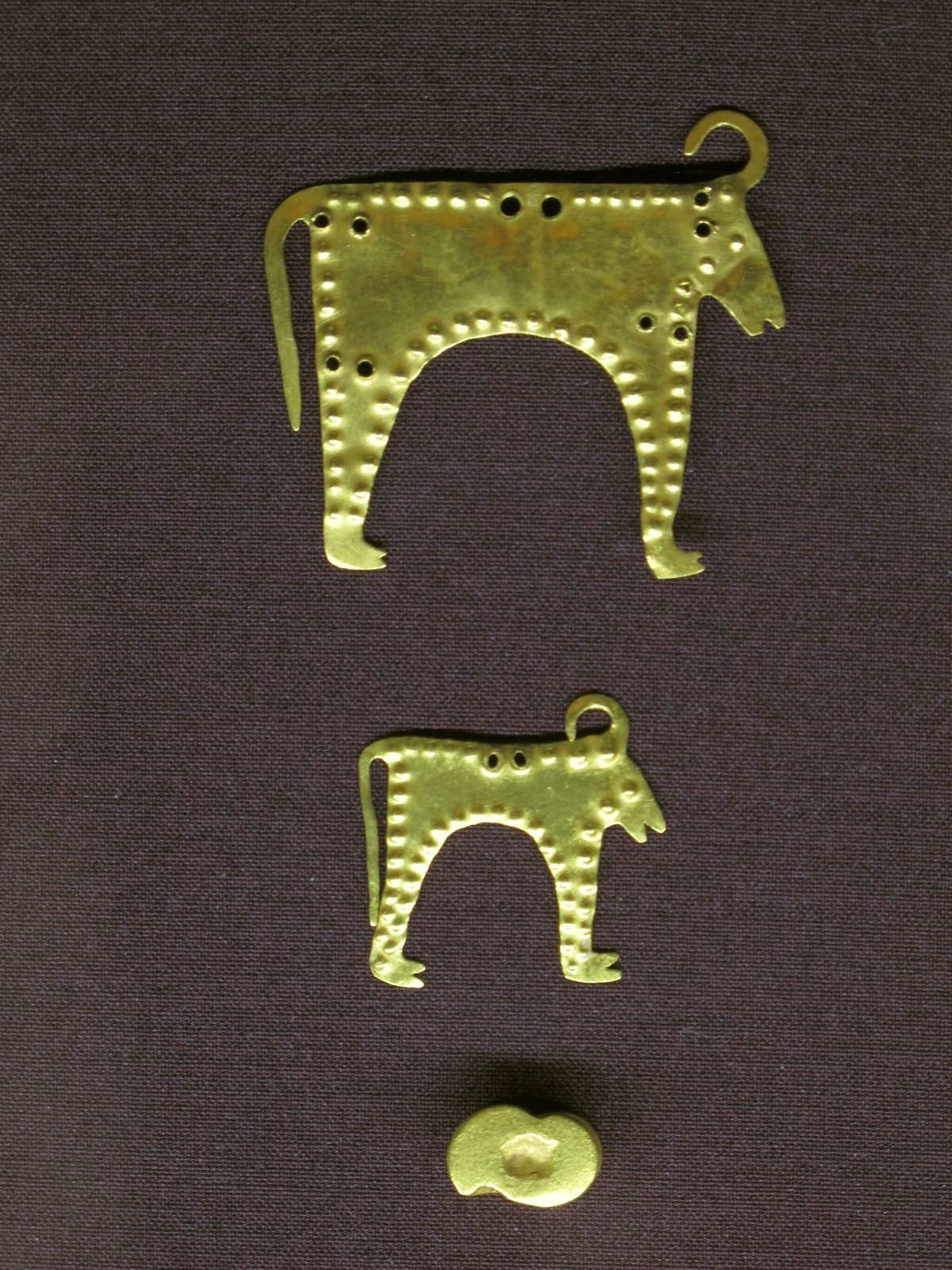
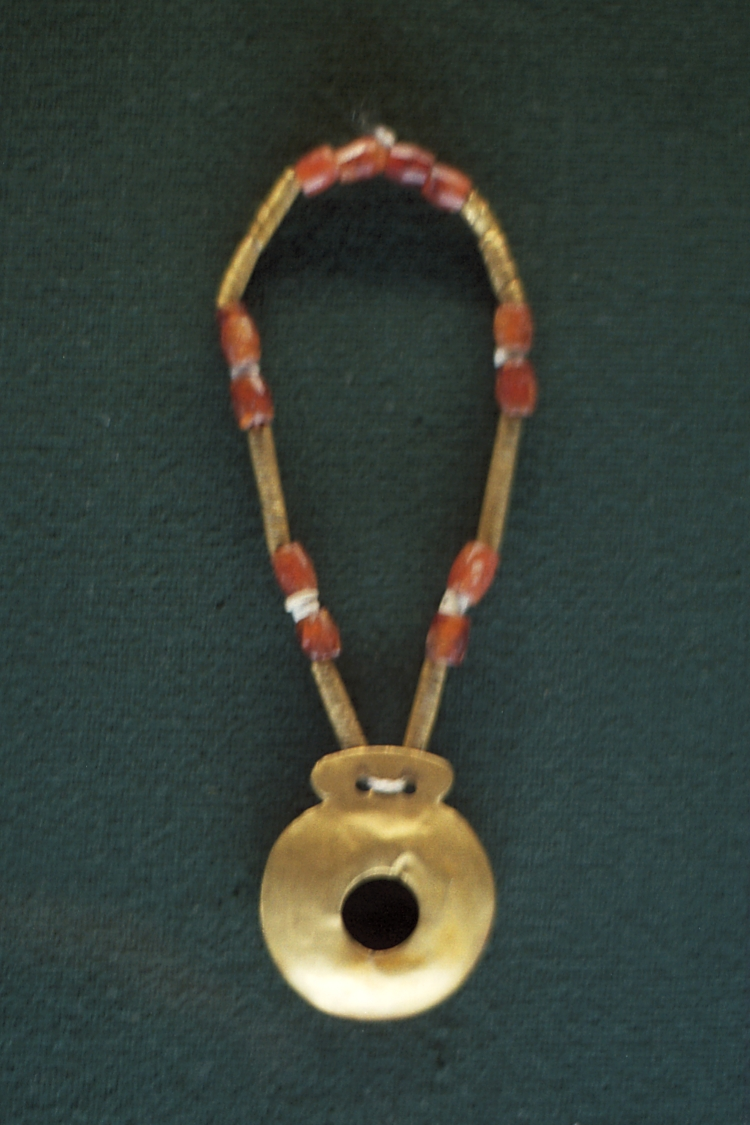
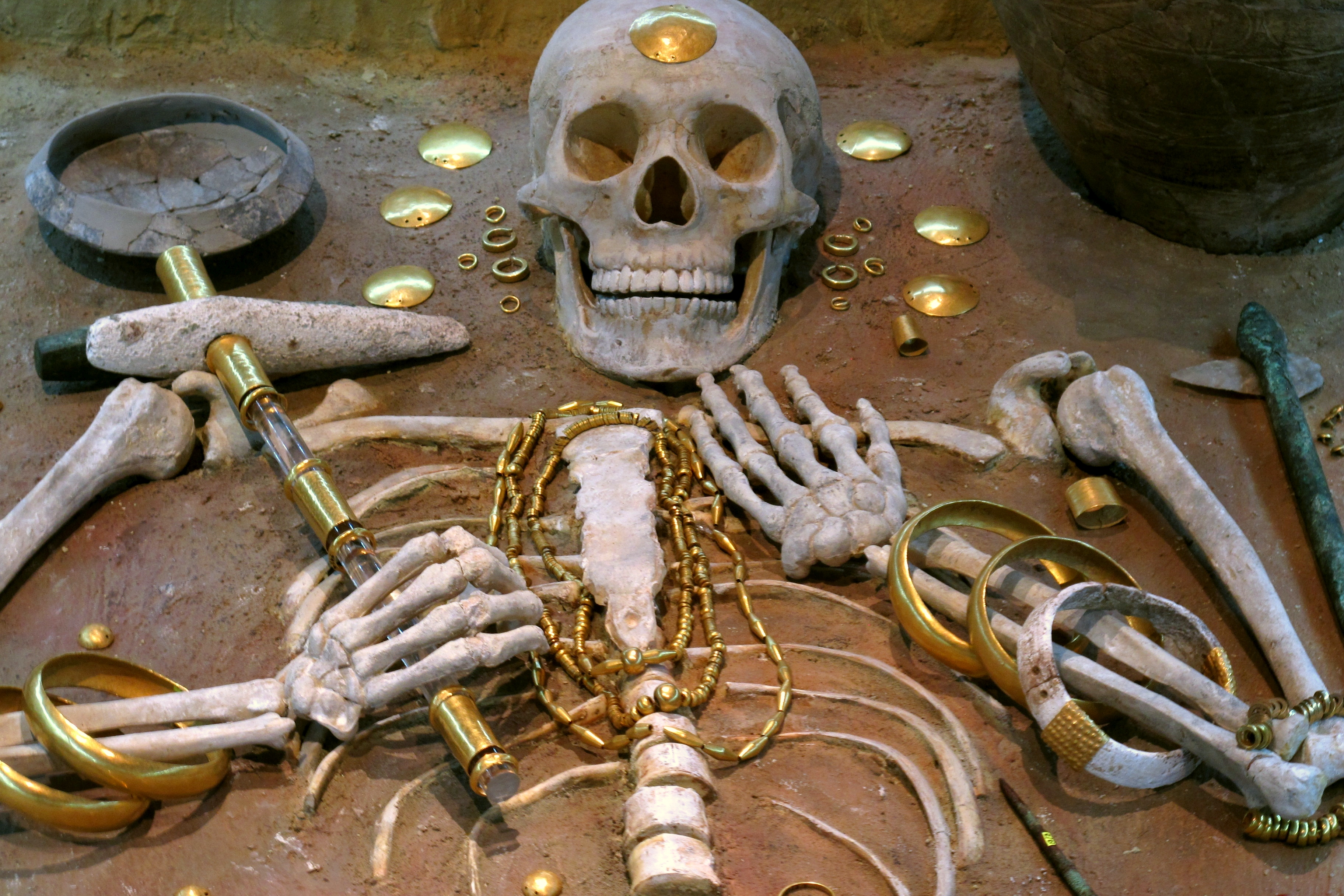
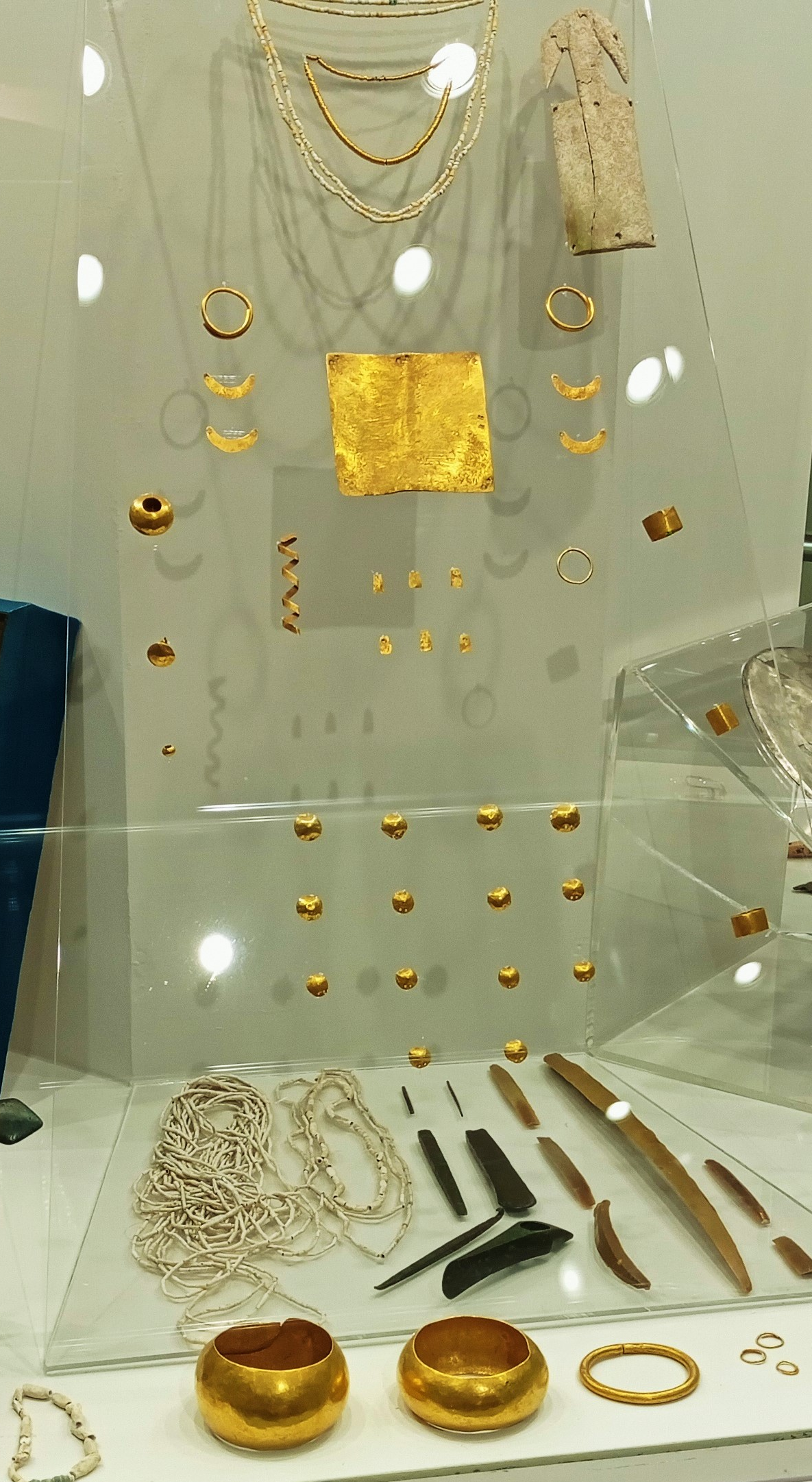
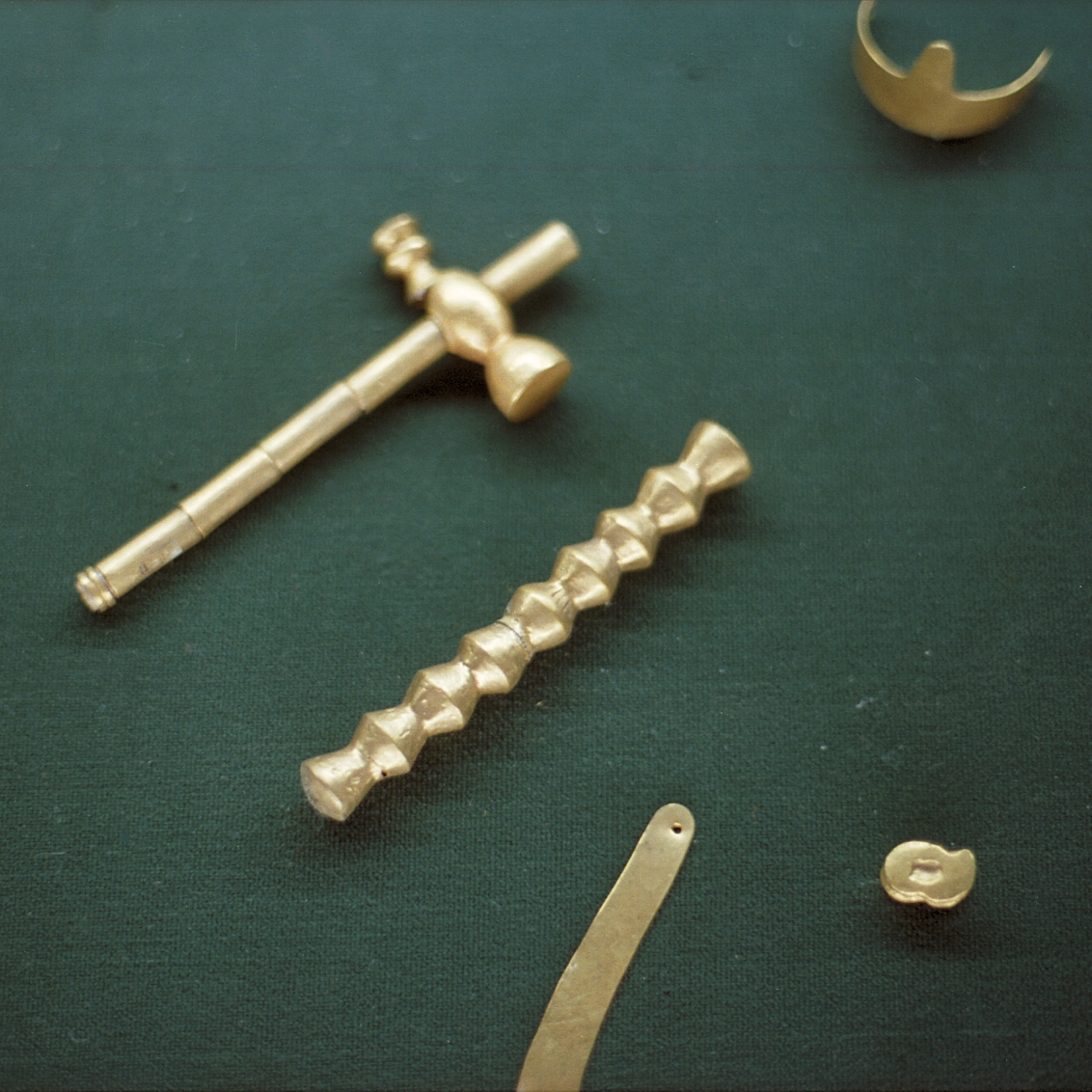
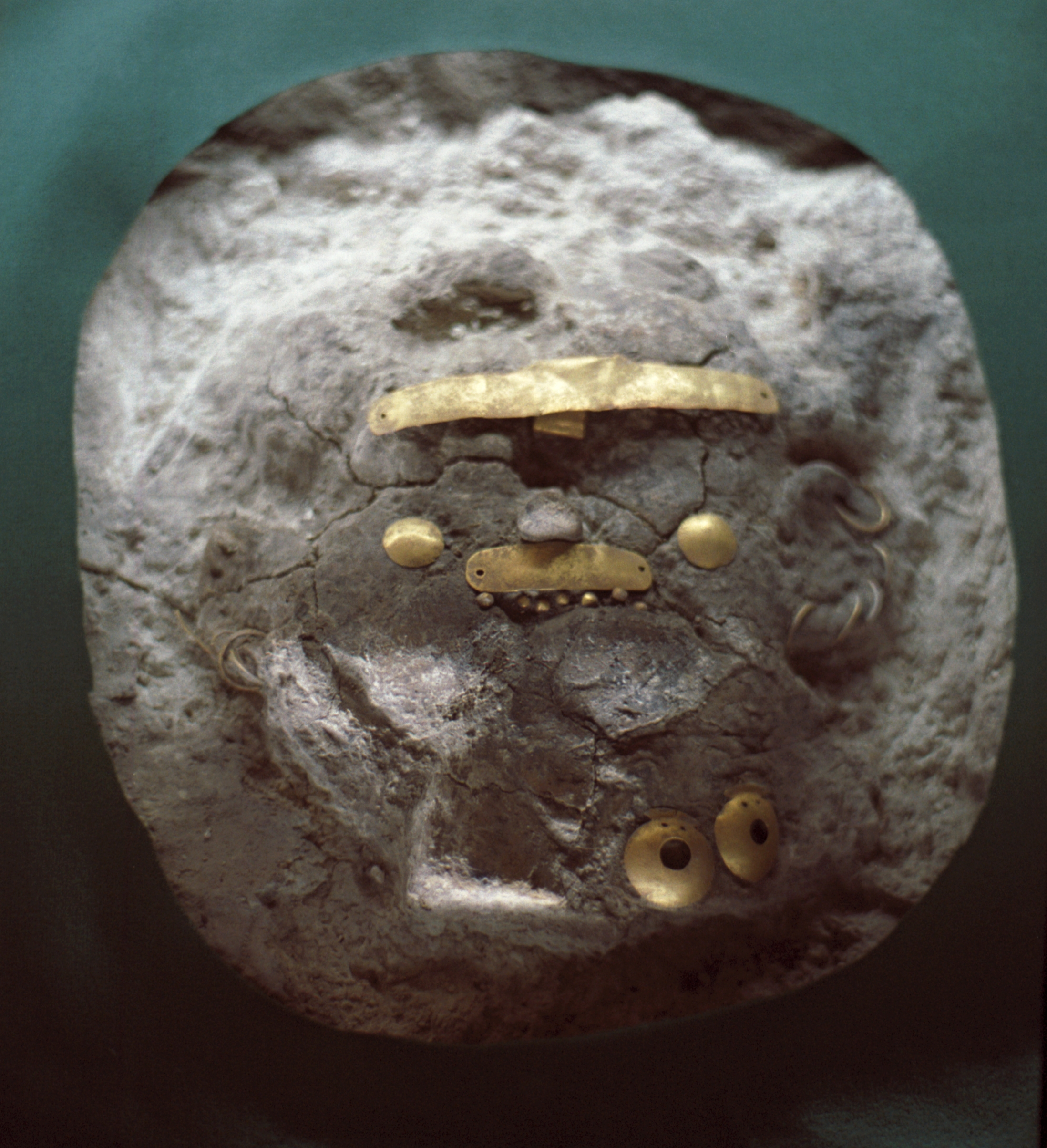
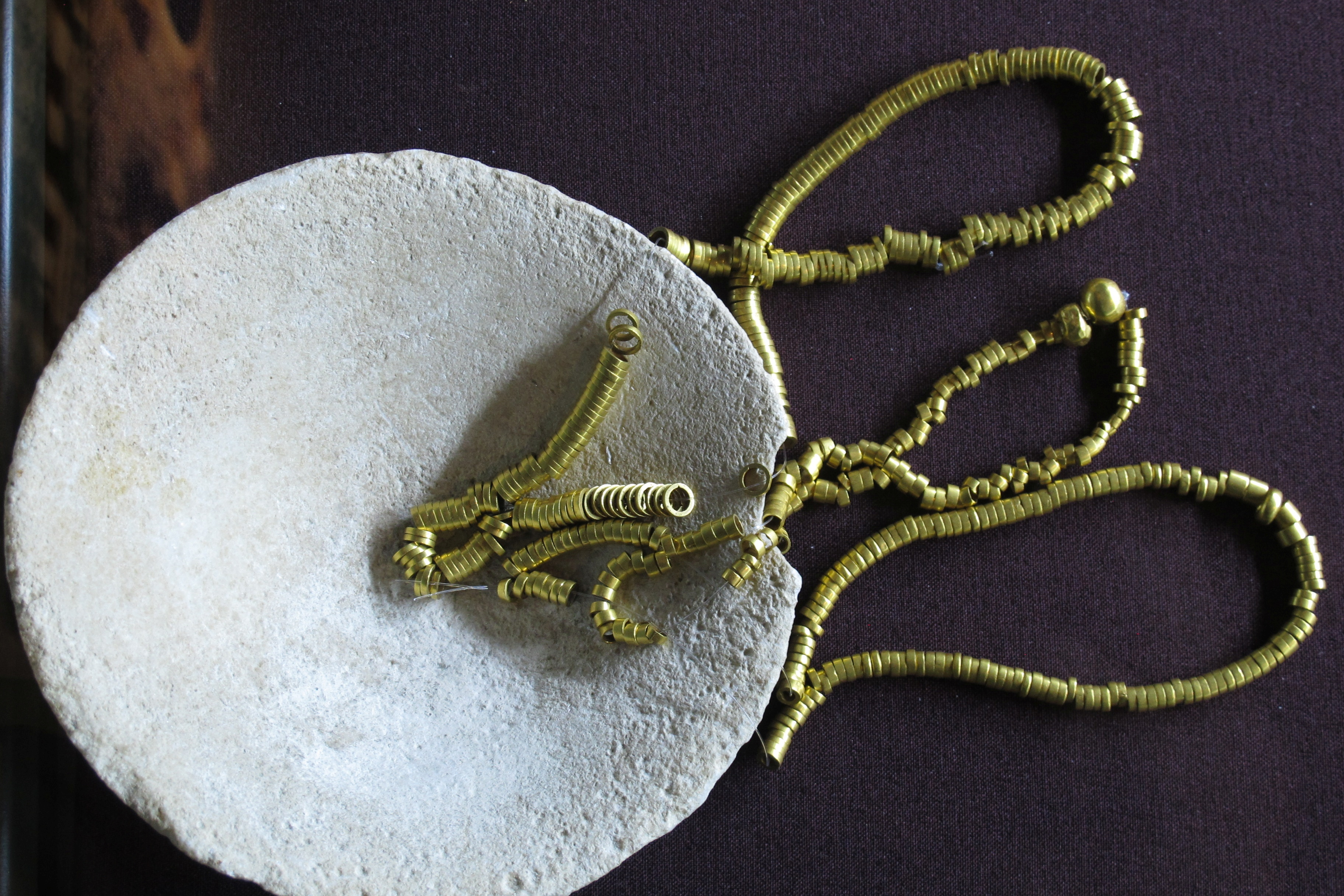
Vasos cerâmicos eneolíticos do Tell Golemja Ostrov perto de Durankulak (RIM-Dobrich)
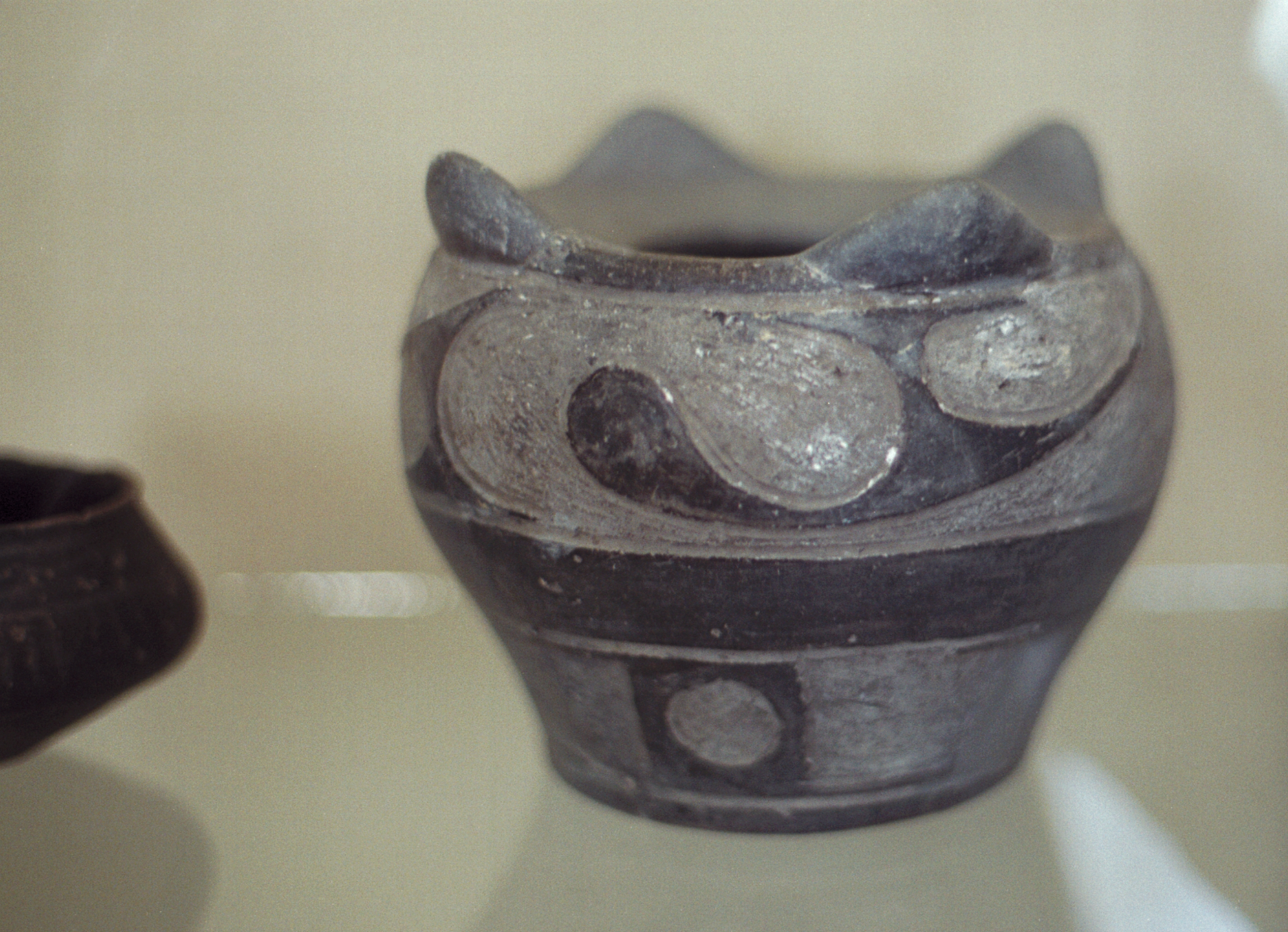
Vaso cerâmico da necrópole de Durankulak, Calcolítico tardio, cultura de Varna
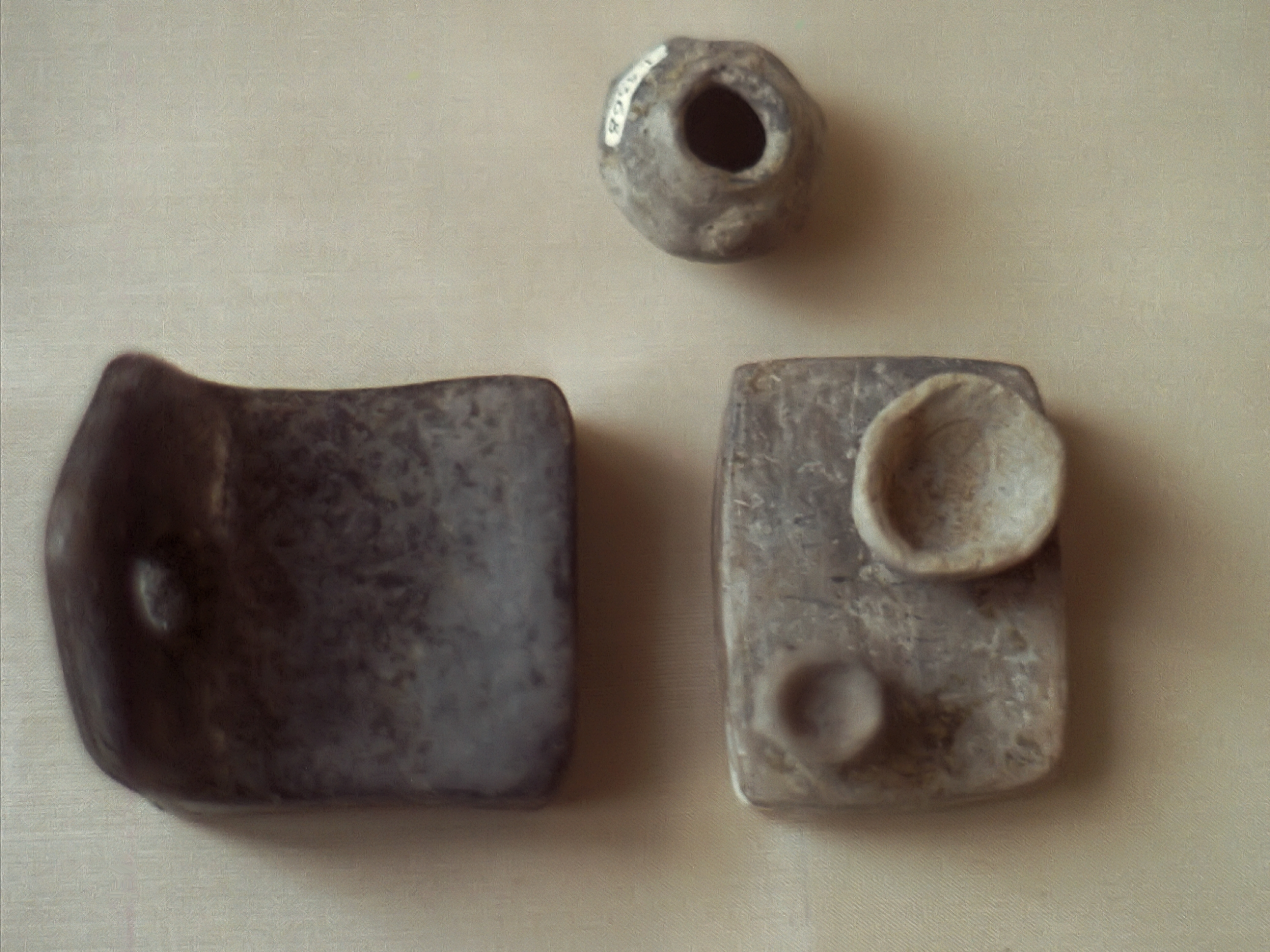
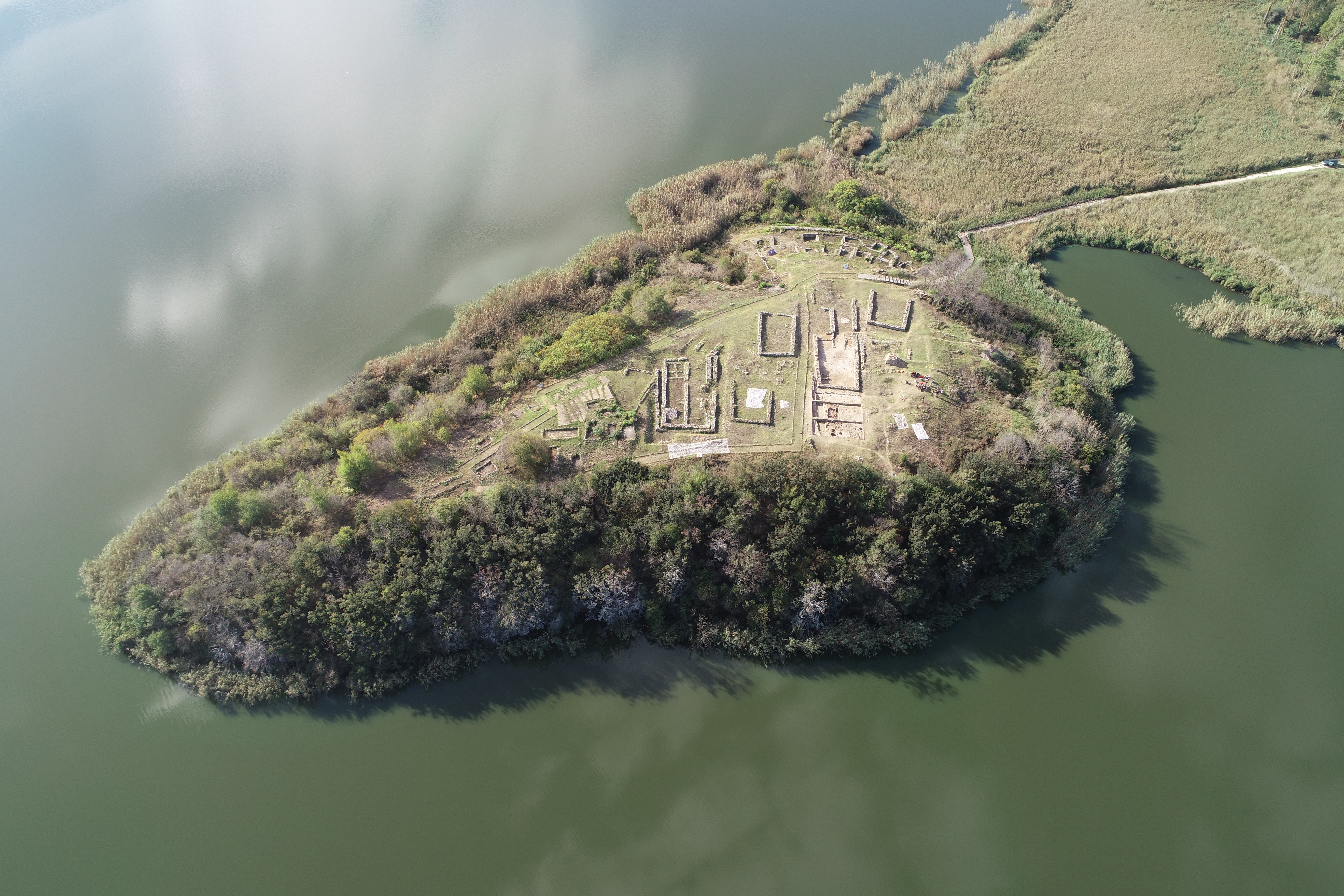
Tell Golemija ostrov (Ilha Grande) e o sítio arqueológico. A primeira arquitetura em pedra na Europa continental (4500 a.C.), Bulgária
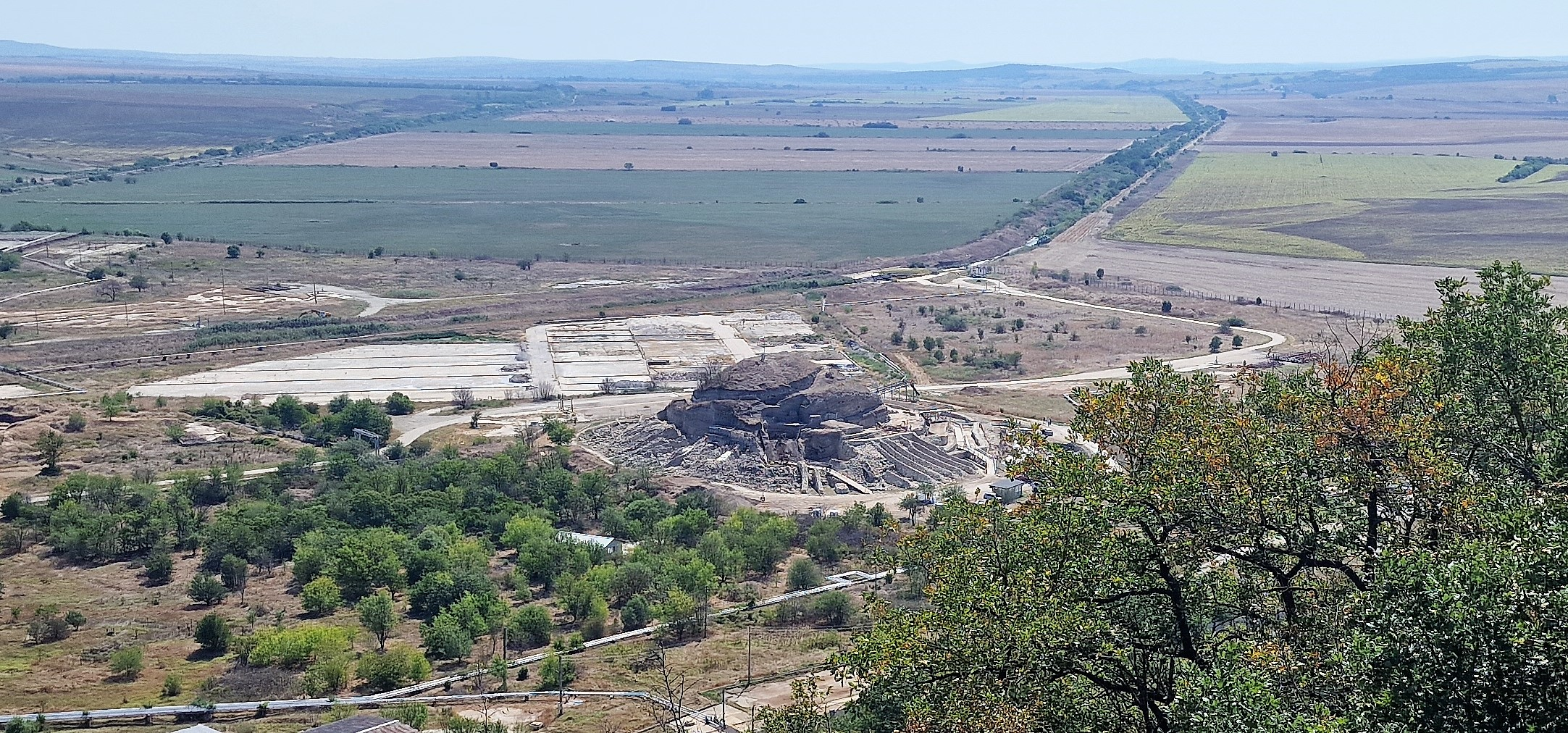
Local do assentamento murado de Solnitsata
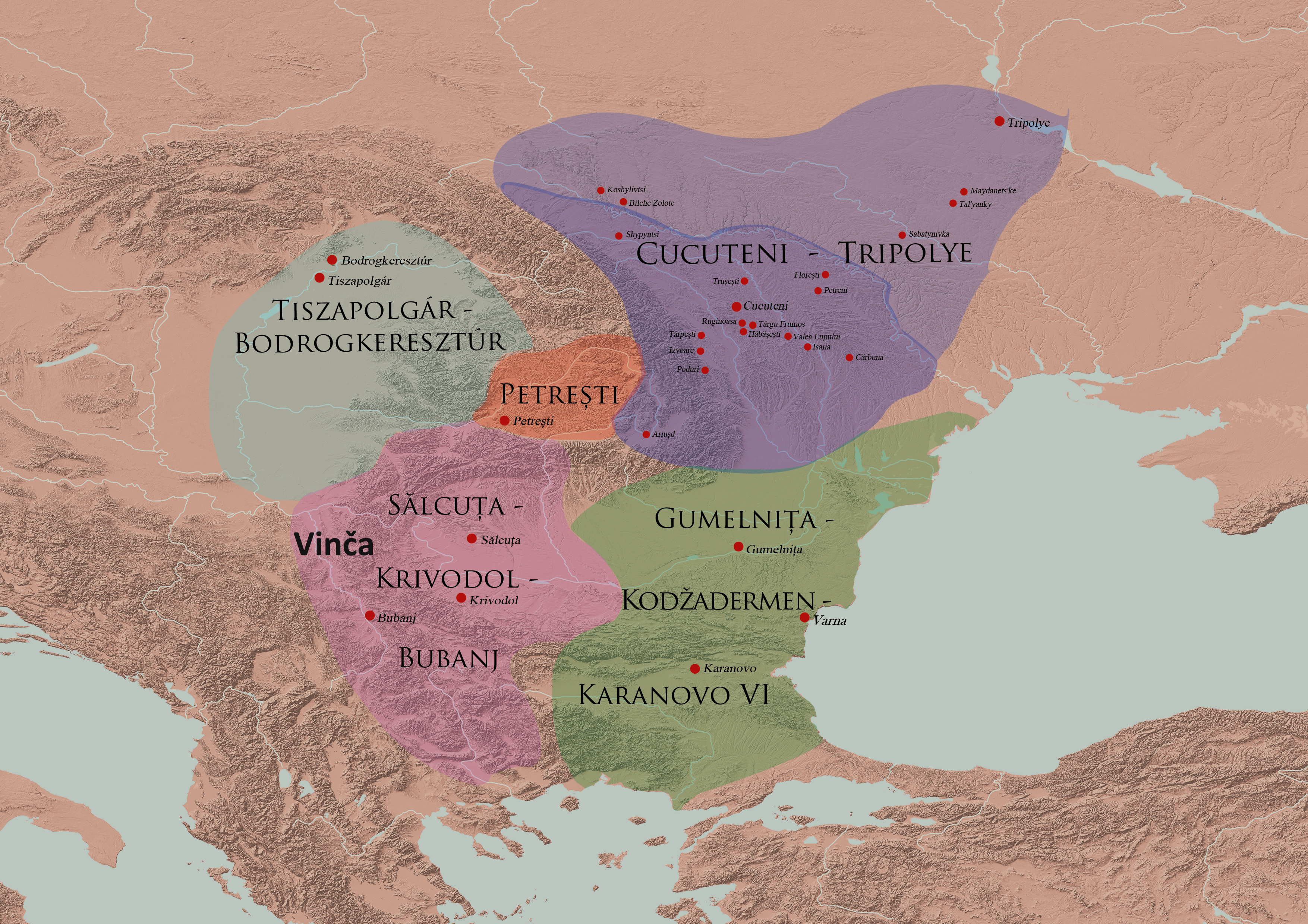
Culturas calcolíticas da 'Velha Europa'